# تپلک دمگاه‌قهوه‌ای
تپلک دمگاه‌قهوه‌ای (نام علمی: Scytalopus latebricola) گونه‌ای پرنده از تیرهٔ تپلکان (Rhinocryptidae) و بومی کلمبیا است.